# Frontière entre le Minnesota et le Wisconsin

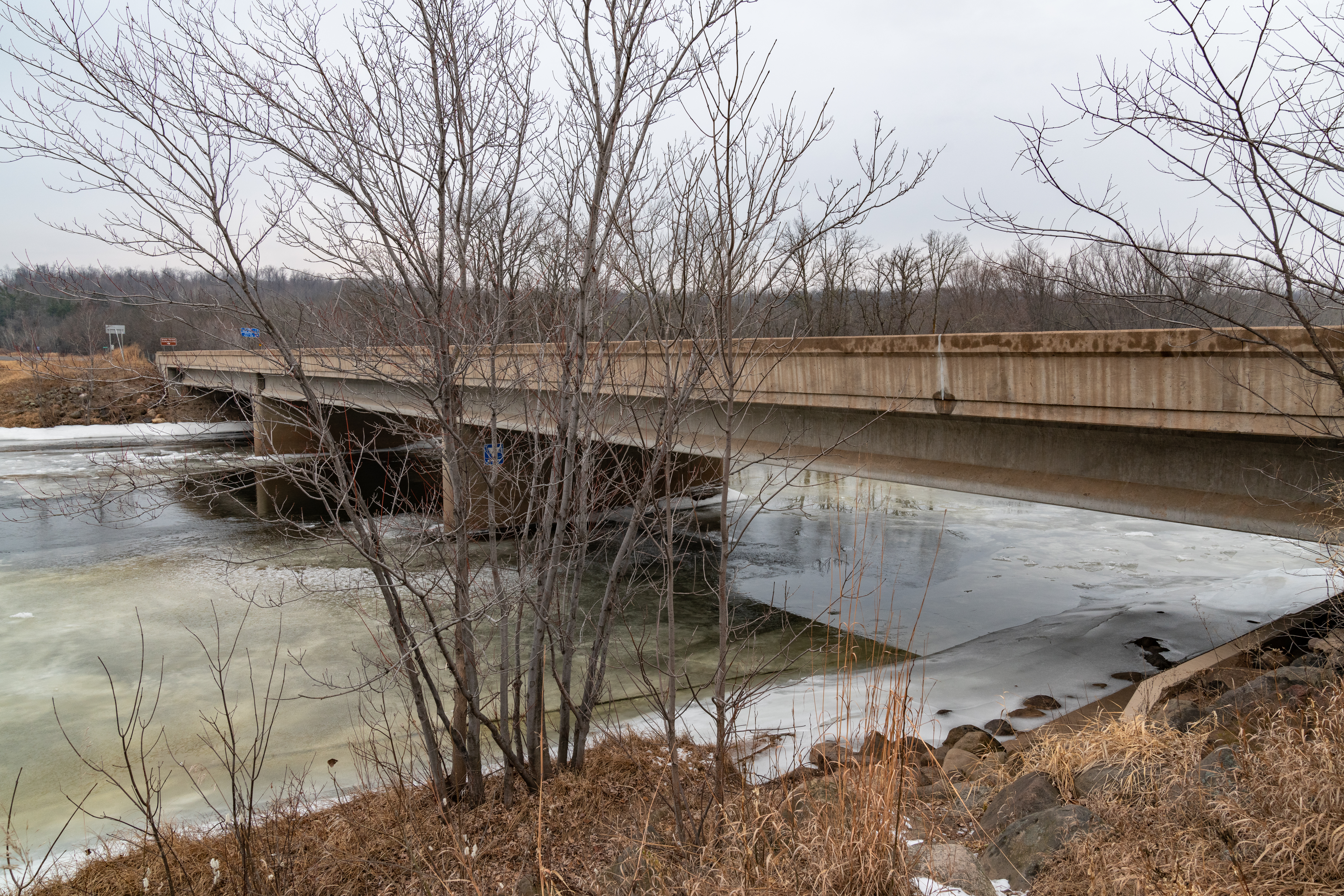
Le pont sur la rivière Sainte-Croix relie le Minnesota et le Wisconsin.

La frontière entre le Wisconsin et le Minnesota est une frontière intérieure des États-Unis, lacustre et terrestre, délimitant les territoires du Wisconsin à l'est et du Minnesota à l'ouest. 

## Tracé
La frontière débute au nord, au tripoint Minnesota-Wisconsin-Michigan, situé au milieu de la partie sud-ouest du lac Supérieur. Elle suit ensuite une direction plein ouest avant de prendre une direction sud-ouest jusqu'à l'extrémité sud-ouest du lac. Elle traverse l'étroite passe menant menant à Superior Bay puis remonte brièvement au nord-est pour s'engager dans la rivière Saint-Louis, entre les villes de Duluth (Minnesota, au nord-ouest) et Superior (Wisconsin, au sud-est). Elle suit alors le cours de la rivière sur une vingtaine de kilomètres dans une direction grossièrement sud-ouest jusqu'à des rapides correspondant au croisement du méridien 92° 17′ 31″ de longitude ouest. La frontière suit alors ce méridien sur environ 65 km — sa seule partie strictement terrestre — jusqu'au croisement avec la rivière Sainte-Croix dont elle descend le cours, dans une direction sud-ouest puis sud, jusqu'à sa confluence avec le fleuve Mississippi, à une quarantaine de kilomètres au sud-est de Minneapolis. Elle suit alors le cours du Mississippi, dans une direction grossièrement sud-sud-est jusqu'au croisement avec le parallèle 43° 29′ 32″ de latitude nord (qui marque la frontière entre le Minnesota et l'Iowa).    
La fluctuation du fleuve Mississippi sur ces deux derniers siècles, fait que la frontière ne passe pas au milieu de son cours actuel mais est sinueuse, tangentant même parfois la rive ouest, côté Minnesota, mais sans y créer d'exclaves comme cela est le cas plus en aval du fleuve entre l'Illinois et le Missouri,  le Missouri et le Tennessee ou le Tennessee et l'Arkansas.

## Histoire

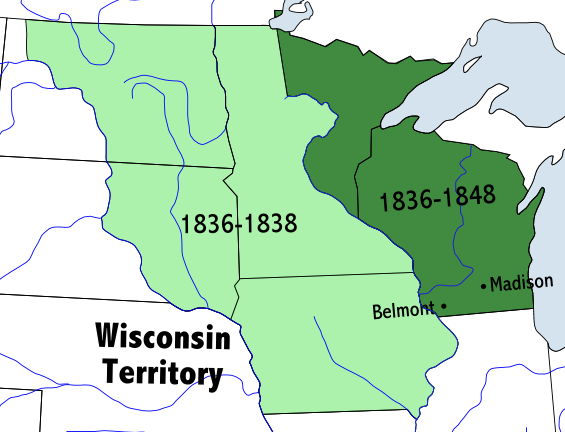
En vert clair et foncé, le territoire du Wisconsin initial, et en vert foncé, le territoire du Wisconsin après la création du territoire de l'Iowa

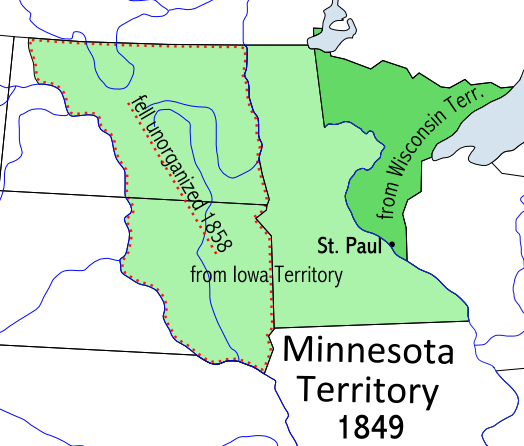
Le Territoire du Minnesota

En 1836, alors que le Michigan s'apprête à devenir un État, le Congrès américain vote une loi qui créé le territoire du Wisconsin, pour organiser le territoire juste à l'ouest, et qui couvre alors la totalité des États actuels du Wisconsin, du Minnesota et de l'Iowa, ainsi qu'une partie du Dakota du Nord et Dakota du Sud, jusqu'à la rivière Missouri. Deux ans plus tard, en 1838 est organisé le territoire de l'Iowa sur l'ouest du territoire du Wisconsin. La frontière entre les deux territoires suit alors le cours du Mississippi beaucoup plus en amont que la frontière actuelle. 
Dans les années 1840, le Congrès envisage d'organiser plus finement la partie à l'ouest du territoire du Wisconsin. Un projet de loi propose d'organiser le « territoire de l'Istaka » en rattachant tout le nord-ouest du territoire du Wisconsin, au-delà de la rivière Saint-Louis, à ce nouveau territoire (qui a donc une ouverture sur le lac Supérieur) et avec une frontière est, la séparant du territoire du Wisconsin, allant en ligne droite plein sud, des rapides en amont de l'embouchure de la rivière Saint-Louis jusqu'au lac Pepin, 240 km plus au sud, en bordure du Mississippi. Il n'est pas clair pourquoi les rapides ont été choisis plutôt que l'embouchure de la rivière Saint-Louis située à une quinzaine de kilomètres au nord-est à vol d'oiseau. Cela a peut-être à voir avec un peuplement indien sur l'actuelle rive wisconsine de ses rapides et visibles sur d'anciennes cartes. Selon Pat Coleman, bibliothécaire à Minnesota Historical Society, à cette époque il y a beaucoup d'activités du côté du nouveau territoire pour tenter d'obtenir autant de terres à l'est que possible. Les habitants de l'ouest du Wisconsin étaient alors vraiment séparés du reste du territoire du Wisconsin à plusieurs égards. La plupart des habitants du Wisconsin étaient soit des agriculteurs, soit des mineurs, et les intérêts des forestiers de l'ouest n'étaient pas très proches des autres habitants du territoire, ils étaient donc impatients d'être rattachés au futur territoire d'Istaka.
Pourtant le Congrès en décida autrement, et si le point de départ restait les rapides de la rivière Saint-Louis, au lieu d'aller jusqu'au lac Pépin, elle bifurquait 175 km plus au nord, au croisement avec la rivière Sainte-Croix suivant alors son cours en direction du sud-ouest et laissant toute la partie à l'est de cette rivière rattachée au Wisconsin. Le nom de territoire d'Istaka fut également dans le process remplacé par celui de Territoire du Minnesota.
Le Wisconsin deviendra un État américain le 29 mai 1848 et le Minnesota, 10 ans plus tard, le  11 mai 1858.